# 萎縮
萎縮（英语：Atrophy）是指身體的一部分或全部日漸消瘦。造成萎縮的原因包含突變（可破壞建立器官的基因）、營養不良、不好的循環系統、失去激素（荷爾蒙）的幫助、失去目標器官的神經支持、过多的細胞凋亡以及缺乏體能鍛鍊或是組織本身的內在疾病所導致。維持器官或身體一部分的激素和神經輸入，在醫學名詞上稱為trophic。Trophic描述組織的營養狀況。肌肉Trophic的減少，被稱為萎縮。
萎縮為一般組織崩解或是重新吸收的生理學上的過程，牽涉到細胞的凋亡。當萎縮的發生是由於一些疾病則稱為物理性的萎縮，有時這是屬於正常身體
的穩態（體內平衡）。

## 正常發展
正常身體萎縮的例子包含幼兒時期胸腺的衰退以及青春期扁桃腺的衰退。在年紀大的時候，萎縮的影響包含:失去牙齒、掉頭髮、皮膚變薄產生皺紋、肌肉無力、器官變輕、心情低迷。

## 肌肉萎縮
肌肉和骨頭的 荒廢形萎縮是指肌肉失去了質量以及力量，會發生於長期不動，或是長期臥床休息，或是身體的某部分，長期處於某一狀態下（像是眼睛長期處於黑暗中，或是腳長期不能移動）。這種情形的萎縮可以透過運動改善，除非非常嚴重無法復原。太空人在重力很小的情形下，必須規律運動，以減少他們四肢肌肉的萎縮。
有許多種原因和疾病會造成肌肉的萎縮。例如癌症或是愛滋病會有體重減少的併發症產生，這樣的症狀稱為惡病體質，會有顯著的肌肉萎縮產生。其他的症狀或情形像是骨骼肌的萎縮會造成心衰竭和一些肝臟的疾病。
成長過程中，會漸漸降低骨骼肌的功能及質量。這種情形稱之為  肌少症，在病理生理學上會有不同的情形。然而確切造成肌小症的原因還不清楚，可能結合再生骨骼肌纖維的satellite cells的逐漸衰竭，以及一些敏感且可用的一些危急性分泌成長因子的減少，這些因子可以保持肌肉質量以及satellite cells的存活。

## 營養不良、肌炎和運動神經元的情形下
病理性的肌肉萎縮會發生於有關運動神經元的疾病，或是本身肌肉組織的疾病。神經元萎縮的例子包含CMT(進行性神經性腓骨肌萎縮症)、脊髓灰質炎、肌萎縮性脊髓側索硬化症（ALS）、吉巴氏綜合症。肌肉萎縮的例子有肌肉萎縮症、先天性肌僵直、僵直性肌營養不良。

## 腺體萎縮
長期使用外在的糖皮質激素像是強的松，造成腎上腺的萎縮。乳腺的萎縮則是因為神經性厭食症或是更年期造成雌激素的減少。睪丸的萎縮是因為長期使用足夠的外來性類固醇(包含雄激素和雌激素)以減少促性腺激素的分泌。

## 陰道萎縮
對於停經的女人，陰道的內壁會變薄（萎縮性陰道炎）。雖然理論上這樣的影響是因為雌性激素的降低所造成的，但這樣的機制和年齡是否相關，目前尚未確定。這樣的萎縮和乳腺的萎縮，算是一般的正常萎縮；停經後的身體，不需要再保持可生殖功能的身體，長時間之後，會喪失生殖功能。

## 研究
有些報告已指出，已經有藥物可以防止長期臥床不動的病人的肌肉萎縮。測試用的老鼠顯示，藥物可抑制存在於肌肉，參與肌肉萎縮的蛋白的活性。然而，這種藥物對心臟的長期作用妨礙了其在人體中的常規使用，目前需要更進一步尋找對於藥物的改善方式。